# Sektkellerei J. Oppmann
Die börsennotierte Sektkellerei J. Oppmann AG ist eine im Jahre 1865 in Würzburg gegründete Sektkellerei. Die Jahresproduktion beträgt etwa 1,5 Millionen Flaschen.

## Geschichte

Aktie über 1000 DM der Sektkellerei J. Oppmann AG vom Juni 1997

1826 stellte Michael Oppmann, Kellermeister des Würzburger Hofkellers, erstmals im Königreich Bayern Sekt her. 1842 gründete er seine eigene Sektkellerei, die sich 1843 in Würzburg etablierte und bis Anfang der 1990er Jahre bestand.
Sein Neffe, der Winzersohn Josef Oppmann, gründete 1865 im Alter von 23 Jahren die fünfte Sektkellerei in der fränkischen Metropole Würzburg. Am 15. Oktober 1871 trat sein Bruder Johann Baptist Oppmann, der vorher als Assistent in der Hofkellerei gearbeitet hatte, ins Geschäft ein. Wenig später wurde ihm der Titel „Bayerischer Hoflieferant“ verliehen. Die Sektkellerei war früh international erfolgreich und wurde auf den Weltausstellungen in Paris, Wien, Philadelphia und Melbourne ausgezeichnet. Nach dem Tode des Gründers im Jahre 1889 wurden die Geschäfte zunächst durch seine Witwe fortgeführt. Am 4. November 1898 wurde die Kellerei in eine Aktiengesellschaft umgewandelt.
In den 1930er Jahren erwarb die Privatbank Merck Finck & Co eine Beteiligung. Von 1939 bis 1965 leitete Paul Bauer als Vorstand das Unternehmen. Beim Bombenangriff auf Würzburg 1945 wurde das Hauptgebäude der Sektkellerei zerstört. Da die Gewölbekeller unversehrt geblieben waren, konnte 1947 die Produktion wieder aufgenommen werden. In der Nachkriegszeit übernahm die Sektkellerei J. Oppmann die Marken der seit 1841 bestehenden und 1843 in Würzburg von Franz Andreas Siligmüller (1790–1864) als F. A. Siligmüller GmbH gegründeten und zwischenzeitlich zur Schönberger Cabinet AG gehörenden Sektfabrik Siligmüller. Außerdem wurde 1988 der Firmenmantel mit Warenzeichen der Michael Oppmann GmbH & Co. übernommen. Seither verfügt die Sektkellerei J. Oppmann über die alleinigen Rechte am Namen „Oppmann“.
1986 schied Martin Konrad aus dem Vorstand aus. Damit war Franz Schimpel Alleinvorstand, bis er am 1. Januar 1993 vom damals 39-jährigen Albert Friedrich abgelöst wurde. Dieser weitete das Produktsortiment 2001 um Perlwein und Sektcocktails, 2009 um Sekt aus traditioneller Flaschengärung und ab 2012 um Wein aus Neuseeland von Marisco Vineyards und aus Rheinhessen unter eigenem Namen aus. Trotzdem fiel in seiner Amtszeit der Umsatz von 7,3 Mio. EUR (1992) auf 4,2 Mio. EUR (2018).
Mit Wirkung zum 29. Juli 2009 wurde die Gesellschaft in einen operativen Teil und eine ebenfalls börsennotierte Immobilienverwaltung (Oppmann Immobilien AG) aufgespalten. Der Anteil von August von Finck junior am operativen Geschäft in Höhe von 75 % wurde im November 2011 vom Vorstand Albert Friedrich und den Aufsichtsräten Reinhard Meier, Christian Meier, Wolfgang Kunz und Richard Sabitzer übernommen. Durch die Trennung vom traditionellen Produktionsstandort ist ein Neubau erforderlich, der 2013 im Würzburger Gewerbegebiet Ost fertiggestellt werden soll. Tatsächlich erfolgte der Umzug erst 2014. 2012 wurde die Tochtergesellschaft MWS GmbH Wein- und Sektvertrieb auf die Muttergesellschaft verschmolzen. Am 1. Juni 2018 trat der bisherige Aufsichtsrat Christian Meier in den Vorstand ein, den Albert Friedrich zum 31. Juli 2018 verließ.

## Sortiment
- Jahrgangssekt aus traditioneller Flaschengärung mit mindestens 18-monatiger Reife (Weißburgunder, Silvaner, Riesling)
- Jahrgangssekt aus Flaschengärung mit mindestens 12-monatiger Reife
- Sekt aus Flaschengärung mit mindestens 12-monatiger Reife
- Sekt aus Tankgärung
- Secco
- Sektcocktails (Hugo, Kir, Spritz)
- Wein aus Neuseeland (Sauvignon Blanc, Pinot Grigio, Pinot Noir)
- Wein aus Rheinhessen (Müller-Thurgau, Riesling, Spätburgunder, Dornfelder)